# Jacobus II van Urgell
Jacobus II van Urgell (Balaguer, 1380 – Xàtiva, 1 juni 1433), in het Spaans Jaime II de Urgel en in het Catalaans Jaume II d’Urgell, was graaf van Urgell, burggraaf van Àger, heer van Antillón, Alcolea de Cinca, en Fraga. Jacobus maakte deel uit van het Huis van Barcelona en was het laatste mannelijke lid van dit huis en de leider van de oppositie tegenover het Huis van Trastámara. 
Hij was de zoon van Peter II van Urgell en Margarita van Monferrato en erfde van zijn vader in 1408 het graafschap van Urgell.
Op 29 juni 1407 trouwde hij met Isabella van Aragón en Fortiá (1380-1424), dochter van Peter IV van Aragón en zuster van Martinus I van Aragón. In 1408 benoemde Martinus hem tot luitenant-generaal van het koninkrijk van Aragón.
Martinus van Aragón zijn oudste zoon, Martinus I van Sicilië, stierf in 1409. Hierna werd Jacobus door Martinus van Aragón, uitgeroepen tot gouverneur-generaal en procurator van al zijn koninkrijken, titels die eerst aan Martinus van Sicilië hadden toebehoord.
Toen Martinus van Aragón in 1410 stierf was Jacobus een van de zes kandidaten voor de troonopvolging. Het Compromis van Caspe wees echter Ferdinand van Antequera aan als troonopvolger. 
Jacobus weigerde Ferdinand echter als troonopvolger te erkennen en begon een gewapende strijd tegen de nieuwe koning. Jacobus werd bij Castfrorite en Montearagón verslagen. Daarna vluchtte hij naar het kasteel van Balaguer, dat vervolgens door de Koninklijke troepen werd belegerd en waar hij zich op 31 oktober 1413 overgaf.
Hij werd wegens verraad ter dood veroordeeld, maar dit vonnis werd nooit voltrokken. Al zijn bezittingen werden verbeurdverklaard net als die van zijn zus Eleonora van Urgel. Hij werd opgesloten en begon een lange tocht langs verschillende gevangenissen; het kasteel van Urueña (1414-1420), Mora (1420-1422), Alcàsser (1422-1424), Castro Torafe in Zamora (1424-1426), Terol en eindigt ten slotte in Xàtiva in de provincie Valencia (1426-1433), waar hij een redelijk vertrek kreeg aangeboden in het paleis van Alfons V van Aragón en waar hij op 1 juni 1433 zou sterven.

## Nageslacht
kinderen met Isabella van Aragón en Fortiá (1380-1424):
- Elisabeth ook Isabella genoemd (1409–1430), getrouwd met Peter, graaf van Coimbra, in 1428.
- Eleonora (1414–1438), getrouwd met Raymond Orsini in 1436.
- Johanna ( 1415–1445), getrouwd met Jan I van Foix-Grailly in 1435 en later met Johan Ramon Folc III van Cardona in 1445
- Filips ( -1422)
- Catharina (- c.1424).